# Idiot Wind
You're an idiot, babe

It's a wonder that you still know how to breathe»
sei un'idiota, baby

è un miracolo che tu ancora sappia come respirare»
(Idiot Wind, Bob Dylan)
Idiot Wind è un brano musicale scritto ed interpretato dal cantautore statunitense Bob Dylan, incluso nell'album Blood on the Tracks del 1975.

## Il brano
Il brano venne presumibilmente composto da Dylan nell'estate del 1974, dopo il suo tour con The Band. Su suggerimento di suo fratello, Dylan ri-registrò la metà dei brani presenti in Blood on the Tracks, inclusa Idiot Wind, stravolgendone totalmente gli arrangiamenti, e Idiot Wind fu una di quelle canzoni a subire il trattamento più radicale, inclusa l'aggiunta di una band elettrica a quella che era prevalentemente una incisione acustica in solitario. Le sessioni nelle quali Dylan rielaborò il materiale si svolsero dopo la stampa delle prime copie promozionali di Blood on the Tracks, tuttavia, i session men utilizzati non comparvero nei crediti sull'album finito.
La versione riregistrata di Idiot Wind, incisa a Minneapolis nel dicembre 1974 ed inclusa in Blood on the Tracks, è indicata della durata di sette minuti e quarantotto secondi. Una delle registrazioni originali della canzone, eseguita a New York nel settembre 1974 e successivamente inserita in The Bootleg Series Volumes 1–3, dura invece 8:52.
Una rancorosa versione dal vivo, della durata di 10:21, è inclusa nell'album live Hard Rain.
Mentre Dylan affermò sempre che il testo del brano non facesse riferimento alla travagliata situazione dell'epoca del suo matrimonio con Sara Lownds dalla quale avrebbe presto divorziato, suo figlio Jakob Dylan  a proposito di Blood on the Tracks disse in varie interviste: "le canzoni su quell'album parlano dei miei genitori".
La rivista American Songwriter ha inserito Idiot Wind alla posizione numero 16 nella classifica The 30 Greatest Dylan Songs.

## Influenza
Il comico inglese Mel Smith, alla domanda postagli "quale canzone potrebbe essere la colonna sonora della tua vita?", rispose: «Idiot Wind».
Alcuni versi del testo di Idiot Wind sono citati nella canzone Only Wanna Be with You della band statunitense Hootie & the Blowfish.
La musicista svedese Amanda Bergman si esibisce con il nome d'arte "Idiot Wind".
Lou Reed citò Idiot Wind come la "canzone che avrebbe voluto scrivere lui stesso".

## Cover
- Mary Lee's Corvette
- Phil Pritchett